# ピーター・サスディ
ピーター・サスディ（Peter Sasdy, 1935年5月27日 - ）はイギリスのテレビ・映画監督。ハンガリー共和国ブダペスト生まれ。

## 略歴
数多くのテレビドラマ作品に携わっており、ナイジェル・ニールが脚本を手がけた『The Stone Tape』（1972年）のほか、1985年から1987年にかけて人気ドラマ『The Secret Diary of Adrian Mole, Aged 13¾』の監督をつとめた。映画においてはハマー・フィルム・プロダクションのもとで『ドラキュラ 血の味』（1969年）、『鮮血の処女狩り』（1970年）、『ハンズ・オブ・ザ・リッパー』（1971年）といった名作ホラー映画を生み出した。1983年の映画『The Lonely Lady』で監督をつとめ、ゴールデンラズベリー賞 最低監督賞を受賞している。